# Falda (monte)

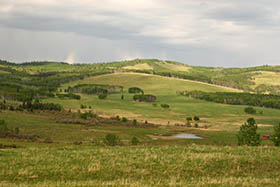
El piedemonte de las Montañas Rocosas, cerca de Calgary, Canadá.

El término piedemonte (también, pie de monte, falda, somonte, sopié, faldeo o jalda) es un tecnicismo usado para indicar el punto donde nace una montaña, así como a la llanura formada al pie de un macizo montañoso por los conos de aluviones. Es en este punto donde se dan aumentos graduales en elevación entre la llanura y la colina o cerro, una zona de transición ecológica entre las llanuras y los cerros. Frecuentemente las estribaciones constan de abanicos aluviales y mesetas diseccionadas.
En Aragón (España), se conoce a estas zonas como somontanos. Se expresa en metros sobre el nivel del mar (m s. n. m.). El pie de monte también puede definir la zona donde comienza la ocupación del suelo y el asentamiento de una población humana. 
Los piedemontes se forman en torno de las montañas altas, generalmente después de que estas han sufrido un paroxismo tectónico. Así como un relieve es tanto menos sensible a la erosión cuanto más desgastado ha sido ya por ella, un relieve rejuvenecido por algún movimiento tectónico se presta de nuevo a una intensa actividad erosiva. Pero en la formación de los piedemontes el clima representa también un papel esencial. Los climas húmedos son, al respecto, desfavorables: la presencia de un espeso manto vegetal hace que los aluviones arrancados a la montaña sean lo suficientemente finos como para que la arroyada los disperse a lo lejos. En las regiones semiáridas, la pobreza de la vegetación sobre los relieves permite la disgregación de estos en fragmentos que se acumulan y extienden al pie de las vertientes, formando un glacis en torno a los macizos. En las regiones frías, existe un tipo de piedemonte constituido por la acumulación de los materiales transportados por los torrentes o, en otros casos, por aluviones fluvioglaciares.

## Descripción

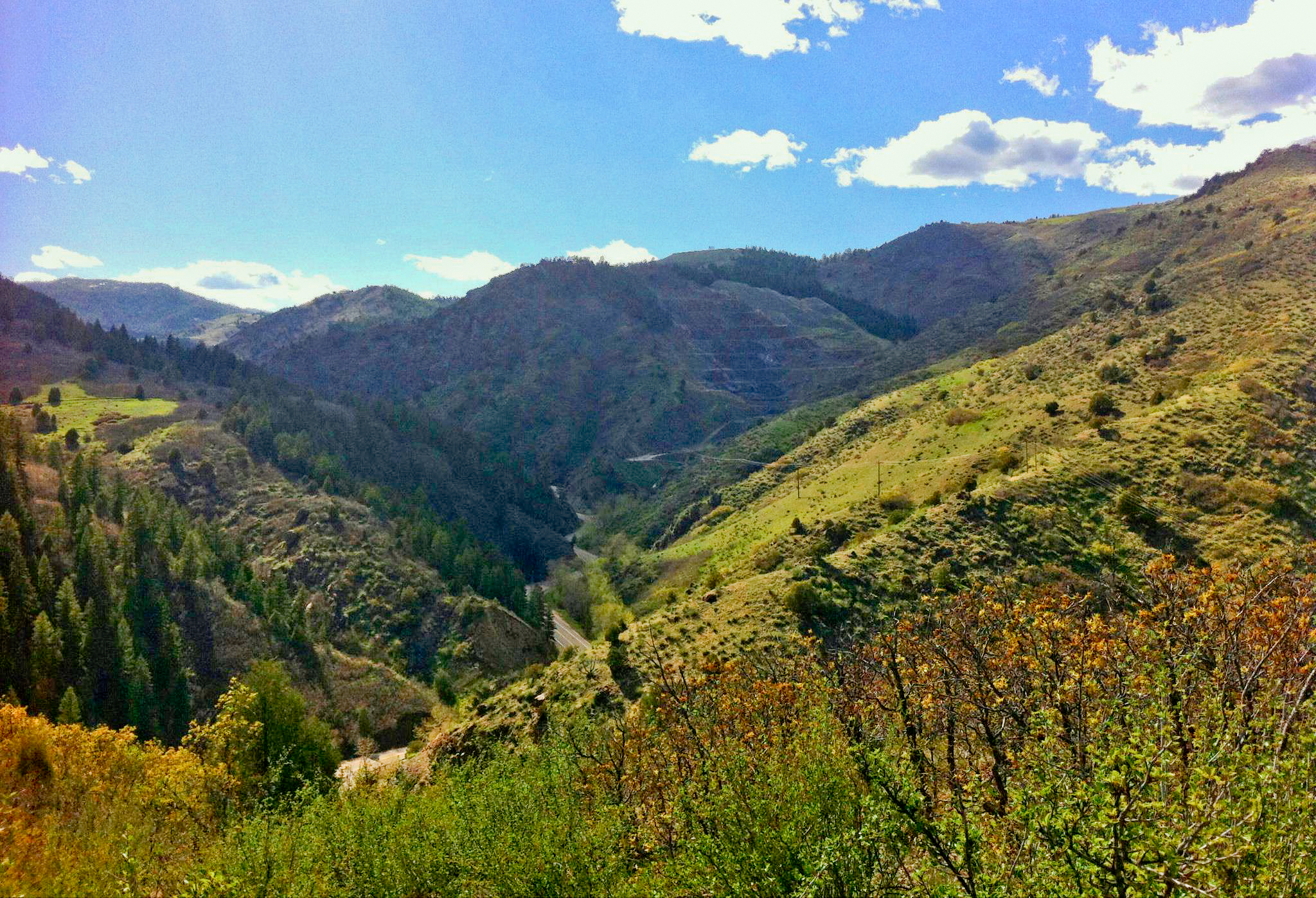
Estribaciones en el parque nacional Rocky Montain cerca deDenver.

Las estribaciones limitan fundamentalmente montañas, especialmente aquellas que se alcanzan a través de crestas que aumentan en tamaño cuanto más cercas están de la montaña.
Al borde de ciertos macizos montañosos, se forman depósitos por acción directa de la gravedad, los cuales son compuestos de gran diversidad de materiales, como fragmentos de roca, materiales finos (limos, arcillas), gravas, arenas) y en ocasiones de materia orgánica, de tal manera que una característica de estos depósitos es su heterogeneidad. Otra característica de este tipo de suelos es su baja compacidad, encontrándose generalmente en estado suelto.

## Ejemplos
- Falda del Pico Veleta donde se encuentran el Observatorio IRAM Pico Veleta y la Estación de Esquí de Sierra Nevada.
- Falda del Teide.
- Falda del Mulhacén.

## Sinónimos
En italiano, el concepto de falda o pie de la montaña da nombre a la región del Piamonte, en el norte de Italia.